# الظبية (جازان)
قرية الظبية هي إحدى قرى منطقة جازان وهي قرية سكنية تابعة لبلدية محافظة صبيا جنوب غرب المملكة العربية السعودية، تبعد حوالي 7 كم باتجاه الجنوب الشرقي  من مدينة صبيا وتبعد عن قرية المعترض م بنحو 5 كم إلى جهة الغرب في طريق أسفلتي بعد منزل عصام.

تعتبر الظبية احد القرى الوسطية في منطقة جازان حيث تقع بين جازان المدينة وصبيا اكبر المحافظات من حيث عدد السكان وتشتهر باشارة الظبية 
كما ان من يقصد محافظة صبيا او بيش او الدرب من جازان او ابو عريش لابد من مرورة بالظبية 
وتشتهر الظبية بعائلات معروفة ابرزها , الحازمي , المعافا , الحزام , الحارثي , العقيلي , الزنقوطي 

## الموقع
تقع شرق الطريق العام الذي يربط صبيا بمدينة جازان، كما أنها تقع جنوب وادي صبيا الذي يفصل ما بينها وبين قرية صلهبة من الجهة الشمالية للوادي في السهل الممتد بين جبال السروات شرقاً والشواطئ الشرقية للبحر الأحمر غرباً، بالقرب من مدينة صبيا في الجزء الجنوبي الغربي من المملكة العربية السعودية، وتبعد حوالي 35 كيلومتراً بالاتجاه الشمالي الشرقي من مدينة جازان، عند خط طول 42 درجة وخط العرض 17 درجة، وهي حاليا تشكل مدينة صغيرة، وتتوافر بها الخدمات الأساسية، وتضم عشر مدارس لمختلف المراحل العمرية، وبها لجنة تنمية اجتماعية محلية، وناد اجتماعي، وتعد ثاني أكبر تجمع سكاني بعد مدينة صبيا، وبها نهضة عمرانية واسعة، ونشاط تجاري كبير، ساعدها في ذلك كله موقعها على الطريق الدولي، وقربها من كل من صبيا ومدينة جيزان وأبو عريش.

## عدد السكان
يزيد عدد سكان قرية الظبية على 10.000 نسمة، وقد بلغ بحسب التعداد السكاني للعام 1431 هـ () نسمة منهم () من السعوديين و() غير السعوديين.

## انظر ايضاً
- المعترض
- وتيشه
- جخيرة

## وصلات خارجية
- بيانات المجلس البلدي من الأمانة العامة لشؤون المجالس البلدية
- حصر الخدمات بالمدن والقرى بمنطقة جازان
- دليل الخدمات بمنطقة جازان